# Lough Oughter
Der Seenkomplex Lough Oughter (irisch Loch Uachtair, dt. „oberer/südlicher See“) liegt im County Cavan in der Republik Irland.

## Geografie
Lough Oughter liegt in dem Dreieck der Städte Killeshandra, Cavan und Belturbet. Es handelt sich dabei nicht um einen großen, kompakten See, sondern er kann als überschwemmte zergliederte Drumlin-Landschaft beschrieben werden. Dadurch hat er zahlreiche Seitenarme und Inseln.

## Sehenswürdigkeiten und Tourismus
Auf einer der vielen Inseln befindet sich das aus dem frühen 13. Jahrhundert stammende Cloughoughter Castle.
Der Killikeen Forest Park mit Wanderwegen und Möglichkeiten zum Angeln liegt am südlichen Ende des Sees.